# كلب المروج
كلب المروج أو كلب البراري (الاسم العلمي:Cynomys) هو جنس من الحيوانات يتبع فصيلة السنجابية من رتبة القوارض.
كلب المروج حيوان قارض يعيش في جحور في المناطق العشبية الواقعة غربي أمريكا الشمالية، وينتمي إلى فصيلة السنجاب، وقد سُميّ بهذا الاسم لتشابه صوته بصوت عواء الكلب، عندما يطلق نداء تحذيريا. كلاب المروج تبقى يقظة وهي تترصد أعداءها. في الصورة، تجتمع كلاب المروج السوداء الذيل عند مدخل أحد جحورها. تعيش كلاب المروج في مجموعات ضخمة تسمى المستعمرات أو البلدات.
يتميز كلب المروج بقوائم قصيرة، ومخالب حادة، وله ذيل قصير ومنبسط. يكسو كلاب المروج المكتملة النمو فروة بلون بني فاتح. ويتراوح طولها بين 30 و 50سم ويشمل ذلك الذيل. يزن الواحد ما بين 500جم و كيلوجرام واحد. يوجد نوعان من كلاب المروج: كلاب المروج السوداء الذيل، وكلاب المروج البيضاء الذيل. إلا أن كلاب المروج السوداء الذيل أكثرهما شيوعًا، ويكون لون طرف ذيلها أسود، وتعيش في حزام السهول الكبرى الممتدة من جنوبي كندا إلى شمالي المكسيك. أما كلاب المروج البيضاء الذيل، فلون طرف ذيلها أبيض أو رمادي وتعيش في المناطق التي يزيد ارتفاعها على 2,000 م فوق سطح البحر في المنطقة الممتدة من جنوبي مونتانا وحتى شمالي أريزونا ونيومكسيكو في الولايات المتحدة الأمريكية.

## العادات
تعيش كلاب المروج في جحور، لا تخرج منها إلا خلال النهار لتناول غذائها، وتقتات النباتات الخضراء بصورة رئيسية خصوصًا الأعشاب، وفي بعض الأحيان، تتناول الجنادب والحشرات الأخرى.
تُعد كلاب المروج حيوانات اجتماعية، إذ تعيش مجموعات كبيرة منها في مناطق تسمى المستعمرات أو البلدات التي قد تضم أكثر من 500 حيوان. تضم كل مستعمرة من مستعمرات كلاب المروج السوداء الذيل، مجموعات أسرية تعرف بالمجموعات. وتتألف المجموعة النموذجية من ذكر مكتمل النمو واحد، وثلاث إلى أربع إناث مكتملة النمو، وعدة جراء.
تبقى المجموعة ضمن منطقة محددة تدعى إقليمًا. وقد يوجد في الإقليم ما بين 50 و 100 جحر، يبلغ عمق بعضها خمسة أمتار. يكون في معظم الجحور مدخلان للتهوية، والمساعدة في الهرب من الأعداء. تشمل الحيوانات التي تفترس كلاب المروج الغُرَيْر والقط البري والقيوط والعقاب والصقر الحر وابن مقرض والصقر، وتنذر كلاب المروج بعضها بعضًا بالخطر بوساطة إطلاق أصوات عواء عالية أو صوت سقسقة مرتفع.
تتزاوج كلاب المروج السوداء الذيل في فبراير أو مارس. تحمل الأنثى صغارها لمدة تقارب 34 يومًا، ومن ثم تلد ما بين جرو واحد وستة جراء. تخرج الجراء من جحورها بعد 5 أو 6 أسابيع من ولادتها، وتغادر الذكور المجموعة بعد بلوغها 12 إلى 14 شهرًا من العمر، ويحاول كل ذكر الاستيلاء على مجموعة بانتزاعها من كلب مسن. تبقى معظم الإناث في المجموعة الأصلية مدى حياتها، ويموت ما يقرب من نصف ذوات الذيل الأسود قبل بلوغها عامًا واحدًا. وقد تعيش الذكور التي تتجاوز السنة الأولى مدة خمس سنوات، في حين تعيش الإناث سبع سنوات.

## كلاب المروج والإنسان
يكره الكثير من أصحاب المزارع الكبيرة كلاب المروج لأنهم يخشون أن تدوس مواشيهم على جحورها وتصاب قوائمها بالأذى. إلا أن الخيول والأبقار نادرًا ما تطأ الجحور. فضلا عن ذلك، يعتقد أصحاب المزارع أن كلاب المروج تتناول الأعشاب والنباتات الأخرى التي قد تتناولها مواشيهم. غير أن الدراسات تشير إلى أن كلاب المروج لا تقطن إلا المناطق التي رعتها المواشي رعيا كاملا. وثمة حاجة إلى إجراء مزيد من البحوث لتفهم العلاقة بين كلاب المروج والمواشي.

## أنواع
- كلب المروج الغونيسوني (الاسم العلمي:Cynomys gunnisoni)
- كلب المروج أبيض الذيل (الاسم العلمي:Cynomys leucurus)
- كلب المروج أسود الذيل (الاسم العلمي:Cynomys ludovicianus)
- كلب المروج المكسيكي (الاسم العلمي:Cynomys mexicanus)
- كلب المروج صغير الأسنان (الاسم العلمي:Cynomys parvidens)